# مونیکا رندال
مونیکا رندال (اسپانیایی: Mónica Randall‎؛ زادهٔ ۱۸ نوامبر ۱۹۴۲) بازیگر اهل اسپانیا است. وی بین سال‌های ۱۹۶۳ تا ۲۰۰۹ میلادی فعالیت می‌کرد.
از فیلم‌ها یا برنامه‌های تلویزیونی که وی در آنها نقش داشته‌است می‌توان به آفتاب سرخ، پانچو ویا، پرورش کلاغ، همین‌گونه بمان، دزدان دریایی بالاکی و قاتل ۷۷؛ مرده یا زنده اشاره کرد.